# Шён, Маргарет
Маргарет Шён (нем. Margarete Schön, урождённая Шиппанг, нем. Schippang; 7 апреля 1895, Магдебург, Германская империя — 26 декабря 1985, Западный Берлин) — немецкая актриса кино и театра. Её карьера длилась более 50 лет. Наиболее известна ролью Кримхильды в немом фильме из двух частей 1924 года «Нибелунги». Во время Второй мировой войны Шён старалась избегать фильмов с нацистской пропагандой. В 1944 году исполина роль фрау Кнауэр в фильме «Пунш из жжёного сахара». В 1968 году была удостоена высшей национальной награды Германии в области кинематографа Deutscher Filmpreis в категории «Специальный приз за вклад в развитие немецкого кино». Она была третьей женой актёра и режиссёра Роберта Динесена. Похоронена с ним на кладбище в районе Берлина Вестэнд.